# Army Combat Uniform

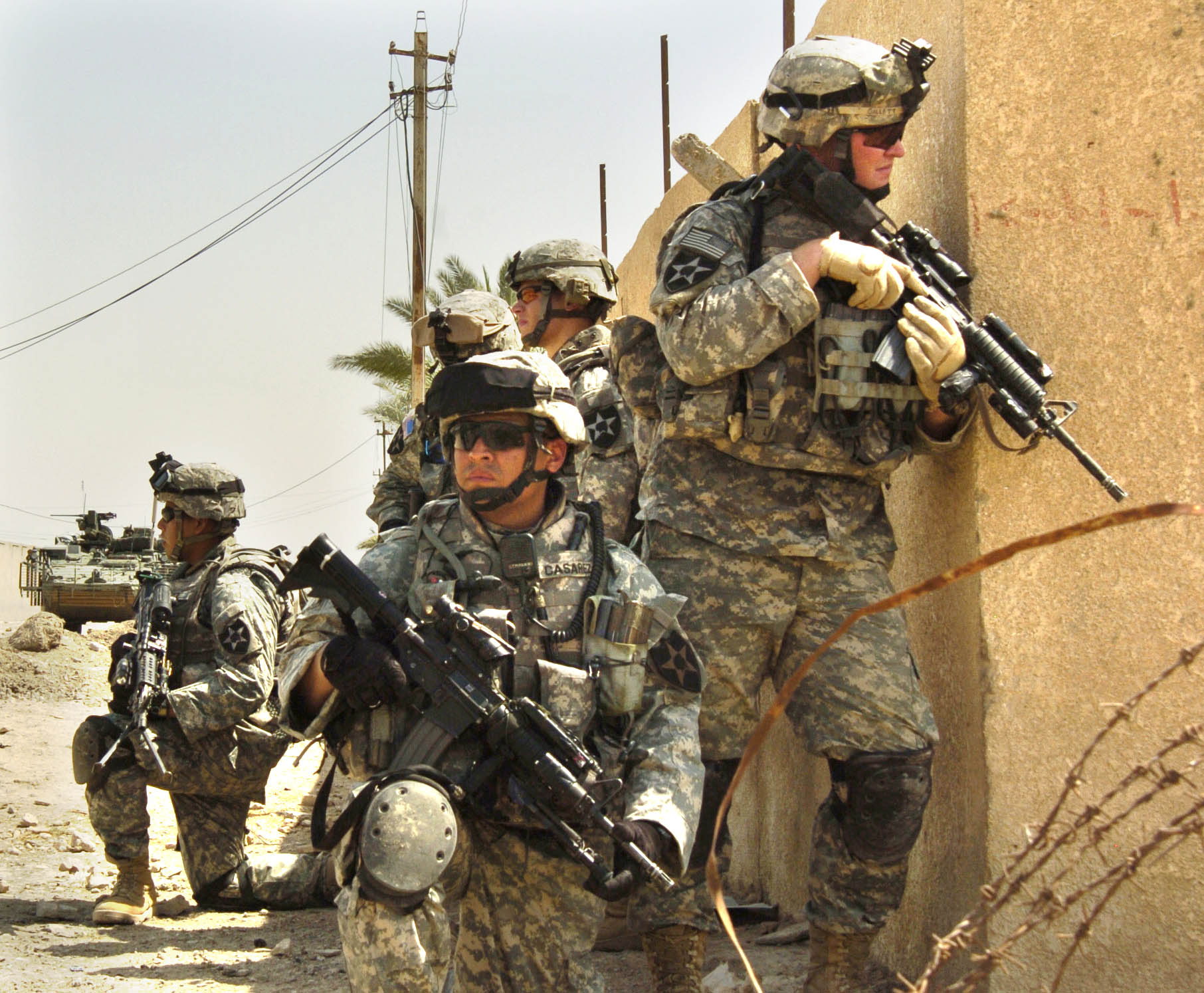
Vojáci z 2. pěchotní divize v Bagdádu, v Iráku, oblečení do uniforem ACU.

Army Combat Uniform, nebo také ACU, je bojová uniforma Armády Spojených států. Dříve se využívala v digitálně vytvořeném vzoru univerzální kamufláže neboli UCP, skládající se z prvků zelené, pískové a šedé barvy pro použití především v poušti a městském prostředí. Nyní se zavádí také ve vzoru Multicam, který je vhodnější volbou pro současné konflikty. Uniforma zároveň zahrnuje spoustu praktických vylepšení založených na přáních a upozorněních řadových vojáků. Nová uniforma se začala používat v roce 2007, poté, co uniforma MCCUU ve vzoru MARPAT zaznamenala úspěch u Americké Námořní pěchoty.
Nahrazování starých uniforem Battle Dress Uniform v lesnim vzoru Woodland a Desert Combat Uniform s pouštní kamufláži (používaných od roku 1981, resp. od 1993) se započalo na počátku roku 2005, nové uniformy dostali jako první příslušníci armády v bojových misích.

## ACU

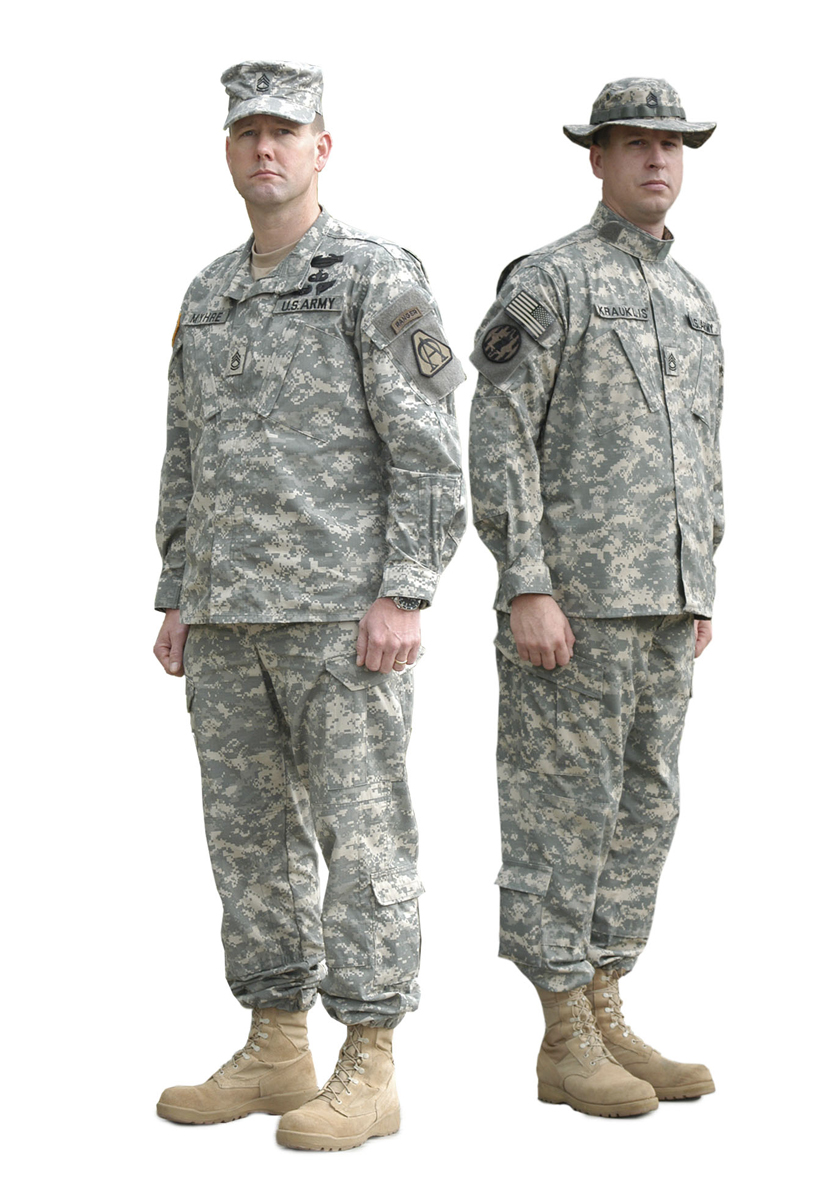
ACU slučuje jak městský tak pouštní vzor do jedné univerzální kamufláže.

Kromě nového vzoru, má nová uniforma i odlišný střih:
- Upravený límec, který se dá nosit klasickým způsobem nebo zvednutý. Účinný proti prachu a zároveň chrání vojákův krk před odřením při použití balistické ochrany.
- Hodnostní označení je na hrudi mezi kapsami.
- Všechny nášivky jako hodnost nebo označení jednotky jsou připevněny suchými zipy. Výjimkou je označení krevní skupiny.
- Zapínání je vepředu na oboustranný otevíratelný zip.
- Na rukávech a loktech jsou kapsy pro vložení chráničů.
- Na předloktí levého rukávu je kapsa na psací potřeby.
- Kapsy na rukávech se suchým zipem pro identifikační barevnou státní vlajku USA, znak divize nebo jednotky a IR identifikační štítky pro snadnější rozpoznání při nočním boji

## Univerzální kamufláž
Velká změna kterou ACU přináší je kamufláž. Tou je Universal Camouflage Pattern, tedy univerzální kamuflážní vzor. Spojuje pouštní a městské maskování do jednoho vzoru. Tato kamufláž poskytuje horší krytí v lesním prostředí. Je to dáno tím, že Americká armáda se dnes angažuje hlavně kolem Blízkého Východu a okolních pouštních nebo travnatých oblastech, a navíc dnešní městské oblasti jsou daleko rozsáhlejší než dříve, a do nich se uniforma také hodí. Americká armáda vychází z toho, že neočekává boje v typických lesních prostředích, jako např. v Evropě. Proto je uniforma zaměřena hlavně na pouštní/městské prostředí. Víceméně však poskytuje průměrné krytí kdekoliv.

## Kritika
Někteří američtí vojáci nejsou z UCP moc nadšeni. Samotný maskovací vzor je oproti ostatním maskovacím vzorům ve značné nevýhodě – použité barvy jsou nevhodné do jakéhokoliv prostředí. Uniforma je příliš světlá pro les, pro poušť má zase nevhodné barvy (z dálky uniforma vypadá jako šedá). [zdroj?]
Vojáci mají i výhrady k samotnému střihu resp. ke kvalitě šití. [zdroj?]

## Fotogalerie

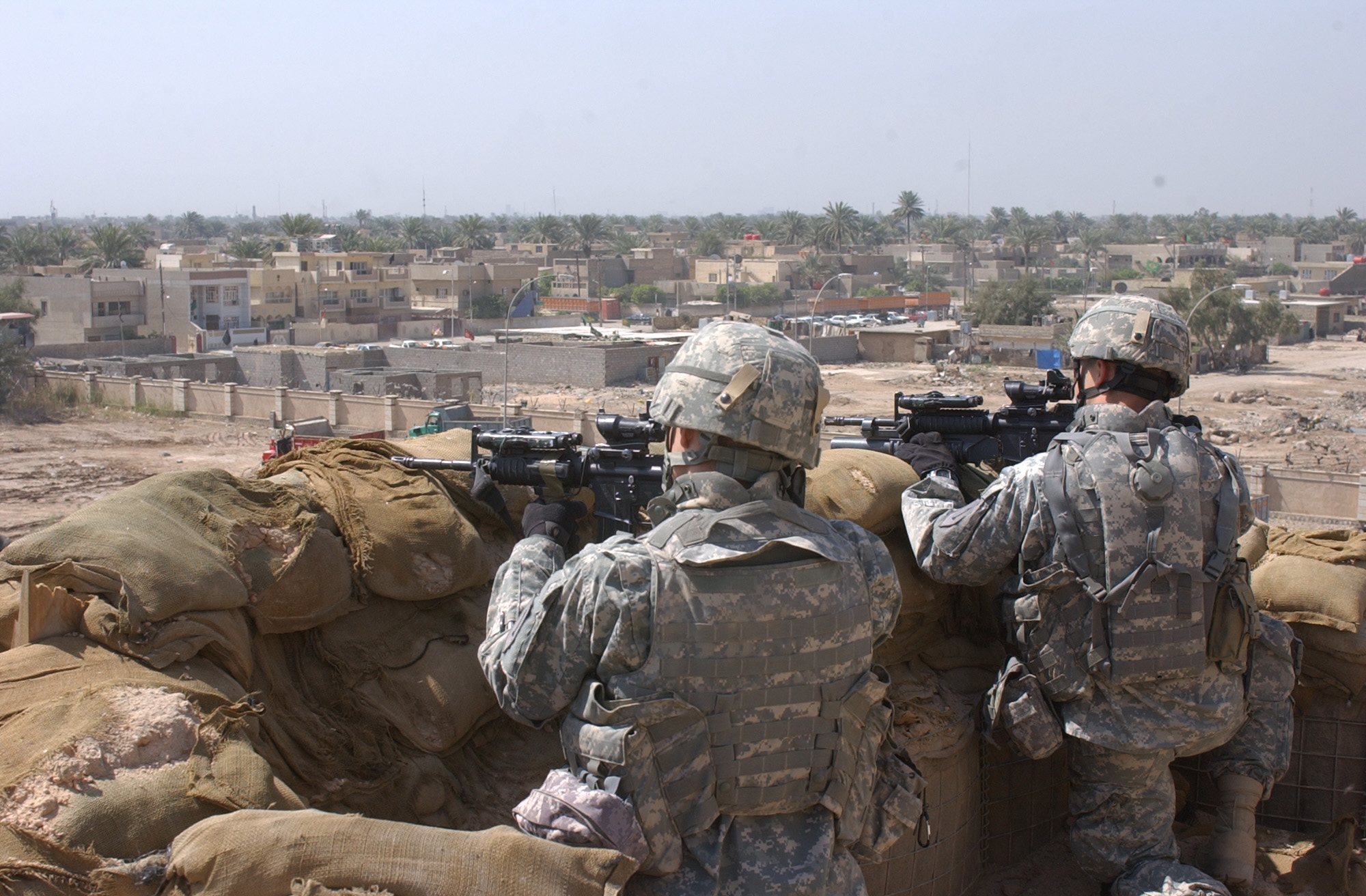
Vojáci v Bagdádu.
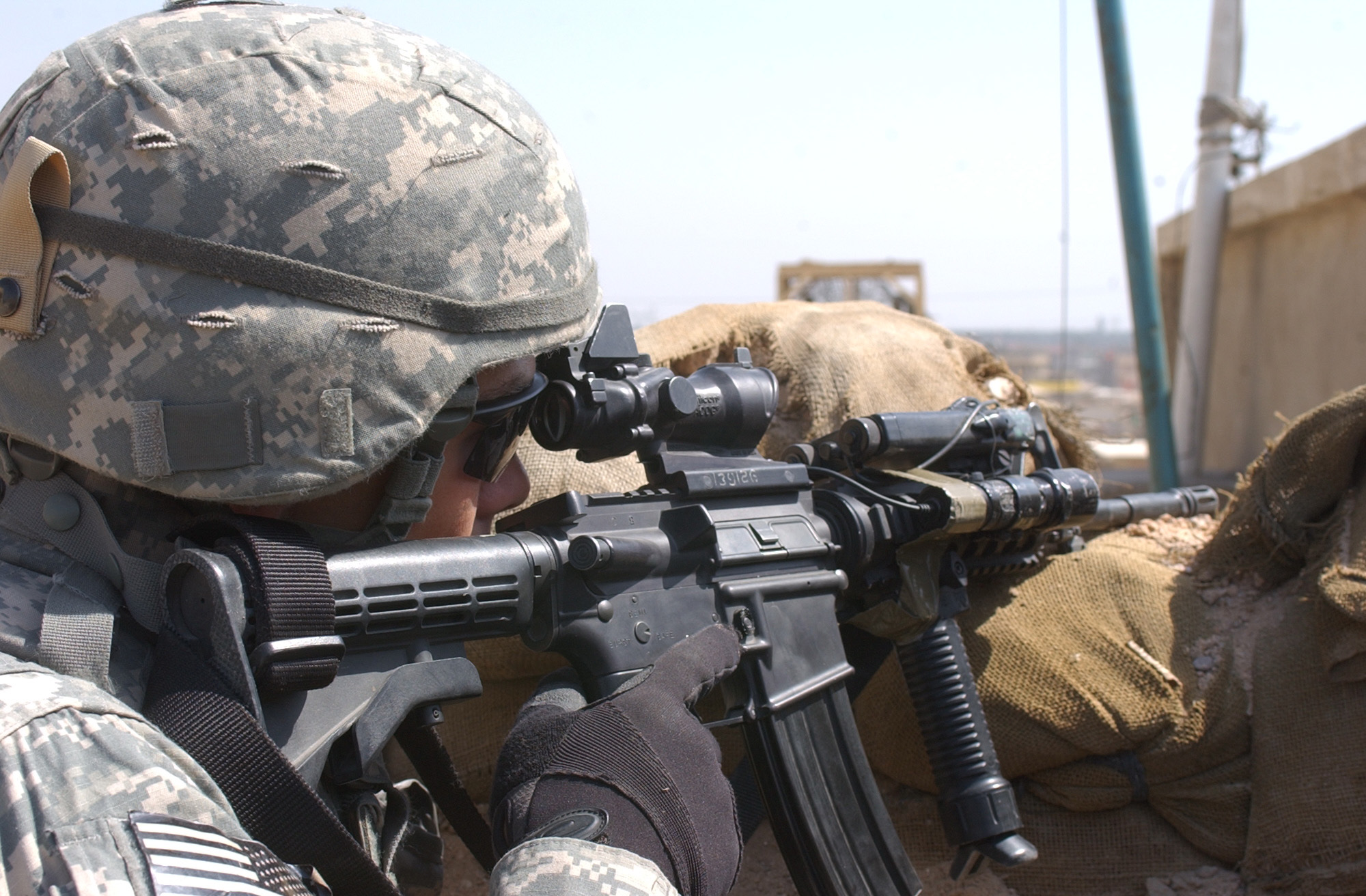
Voják s helmou ACU a M4A1 karabinou.